# 迪士尼卡通工作室
迪士尼卡通工作室（英語：Disneytoon Studios，旧称及）是美国的动画工作室，負責製作錄影帶首映的動畫續集電影，部分作品也曾在戲院播映。该工作室是華特迪士尼動畫工作室的一个分支，并同属华特迪士尼公司旗下的華特迪士尼影業集團。该工作室已制作共47部故事片，包括首部于1990年制作的《唐老鴨俱樂部之失落的神燈》，最後一部作品是2015年制作的《奇妙仙子：奇幻獸傳說》。
2018年6月28日，迪士尼宣布解散迪士尼卡通工作室，同時解雇75名動畫師和其餘職員。

## 歷史

### Disney MovieToons／Disney Video Premiere
Disney MovieToons首部作品為1990年製作的《唐老鴨俱樂部之失落的神燈》，動畫部分由法國華特迪士尼動畫工作室（Walt Disney Animation France）完成。迪士尼電視動畫公司於1993年聘請特別節目導演莎朗·莫里爾（Sharon Morrill）擔任特別節目總監，監督Disney Video Premiere的電影、電視特別節目和卡通系列的開發和製作。
迪士尼開始以非電影院首映（DTV）的形式製作動畫片續集，首部作品為1994年的《賈方復仇記》
（1992年《阿拉丁》續集）。原先《阿拉丁》（電影上映前）被選定製作成動畫影集時，迪士尼將其前三集作為周五晚間的「家庭電影特別節目」為該系列的首映進行宣傳。後續隨著《賈方復仇記》的成功，該公司開始向非電影院首映（DTV）形式發展。迪士尼將1996年的第二部續集《阿拉丁和大盜之王》製作工作交由澳洲和日本的動畫部門負責。
1994年8月，隨著時任華特迪士尼影業集團總裁傑弗瑞·卡森伯格的離職，公司的影視娛樂拆分為二，卡通工作室作為迪士尼電視動畫公司的旗下部門併入新成立的華特迪士尼電視與電訊公司，由總裁理察·弗蘭克領導。
莎朗·莫里爾負責上述首部《阿拉丁》DTV電影，並由Disney Video Premiere完成首映。莫里爾同時擴展DTV市場，增加該形式產品對迪士尼公司的重要性，其他海外動畫工作室也因此分配到更多製作工作。1997年11月，莫里爾升任非電影院首映（DTV）部門的副總裁。